# Malcolm C. Pappin
Malcolm C. Pappin (Albany (New York), 9 februari 1925 – Alpine (Californië), 24 december 1999) was een Amerikaans componist, muziekpedagoog en trompettist.

## Levensloop
Pappin studeerde muziek aan de Illinois Wesleyan Universiteit in Bloomington (Illinois) en vervolgens aan de State University of New York in Binghamton. Hij was muziekdirecteur aan het Starlight-Theater in San Diego en muziekdocent aan het Hudson Valley Community College. Vanaf het einde van de Tweede Wereldoorlog leefde hij als freelance componist en schreef vooral amusementsmuziek. 

## Composities (Uittreksel)

### Werken voor harmonieorkest
- Dorian Daybreak
- Prelude in d minor
- Scherzo

### Werken voor koor
- Fraternal Hymn, voor gemengd koor - tekst: van de componist